# Barnhart
Barnhart – jednostka osadnicza w Stanach Zjednoczonych, w stanie Missouri, w hrabstwie Jefferson.